# Modern Times
Modern Times — тридцять другий студійний альбом американського музиканта та автора пісень Боба Ділана, виданий 29 серпня 2006 року лейблом Columbia Records

## Про альбом
Modern Times — третій поспіль альбом (після Time Out of Mind і Love and Theft) Ділана, котрий отримав практично одноголосне схвалення як зі сторони критиків, так і шанувальників. Альбом продовжив тенденції попередніх робіт у плані блюзу, рокабілі і дорокової баладності, а також самостійного продюсування під псевдонімом Джек Фрост.
Разом із схваленням, платівка викликала певні суперечки щодо невикористання приспівів і аранжувань із старих пісень, а також наявність багатьох ліричних рядків, взятих із робіт поета XIX століття Генрі Тімрода.
Modern Times став першим після Desire альбомом, який очолив чарт Billboard 200, першим, який дебютував на вершині Billboard і був розпроданий тиражем 191 933 копій протягом першого тижня. У віці 65 років Ділан став найстаршим із живих музикантів, чий альбом очолив Billboard. Платівка піднялась до № 1 у чартах таких країн як Канада, Австралія, Нова Зеландія, Ірландія, Данія, Норвегія і Швейцарія, № 2 — у Німеччині, Австрії і Швеції та № 3 у Нідерландах. Світові продажі перевищили 4 млн копій за перші 2 місяці після виходу.
Як і у попередніх роботах, упаковка платівки містить мінімальну кількість тексту і не містить текстів пісень.
У 2012 році Rolling Stone помістив альбом на № 204 у Списку 500 найкращих альбомів усіх часів за версією журналу «Rolling Stone»

## Список пісень
| #     | Назва                     | Тривалість |
| ----- | ------------------------- | ---------- |
| 1.    | «Thunder on the Mountain» | 5:55       |
| 2.    | «Spirit on the Water»     | 7:41       |
| 3.    | «Rollin' and Tumblin'»    | 6:02       |
| 4.    | «When the Deal Goes Down» | 5:04       |
| 5.    | «Someday Baby»            | 4:56       |
| 6.    | «Workingman's Blues #2»   | 6:07       |
| 7.    | «Beyond the Horizon»      | 5:36       |
| 8.    | «Nettie Moore»            | 6:53       |
| 9.    | «The Levee's Gonna Break» | 5:43       |
| 10.   | «Ain't Talkin'»           | 8:48       |
| 63:04 |                           |            |